# گابریل آنو
گابریل آنو (فرانسوی: Gabriel Hanot‎; ۶ نوامبر ۱۸۸۹ – ۱۰ اوت ۱۹۶۸) بازیکن فوتبال اهل فرانسه بود.
وی همچنین در تیم ملی فوتبال فرانسه بازی کرده‌است.